# Барецци, Антонио
Анто́нио Баре́цци (итал. Antonio Barezzi; 23 декабря 1787, Буссето — 21 июля 1867, там же) — итальянский торговец, музыкант-любитель и меценат. Первым обратил внимание на музыкальный талант будущего композитора Джузеппе Верди и в течение долгих лет его поддерживал финансово. Отец первой жены Верди Маргериты.

## Биография
Антонио Барецци родился 23 декабря 1787 года в Буссето. Он сделал себе состояние на оптовой торговле спиртными напитками и специями, также занимался производством вина и имел большой дом на главной площади Буссето. Одним из его клиентов был трактирщик Карло Верди — отец будущего знаменитого композитора Джузеппе Верди. Барецци также был музыкантом-любителем, президентом Филармонического общества Буссето и играл в основанном им оркестре на флейте.
В 1823 году Верди приехал учиться в гимназии Буссето, а в 1825 году его отец договорился с Барецци, чтобы тот взял сына на работу в свою фирму. Буссето был первым, кто разглядел в сыне своего клиента музыкальный талант и потенциал будущего композитора. Верди-младший стал часто бывать в доме Буссето, параллельно обучаясь музыке в гимназии. Буссето стал покровителем молодого музыканта и живо интересовался его успехами в учёбе. В доме коммерсанта в 1828 году состоялся первый публичный концерт Верди перед членами Филармонического общества — он исполнил увертюру из «Севильского цирюльника» Джоаккино Россини. 14 мая 1831 года он и вовсе переселился в дом Буссето. Здесь он стал преподавать игру на фортепиано старшей дочери своего покровителя Маргерите, которая была на 7 месяцев моложе Джузеппе.

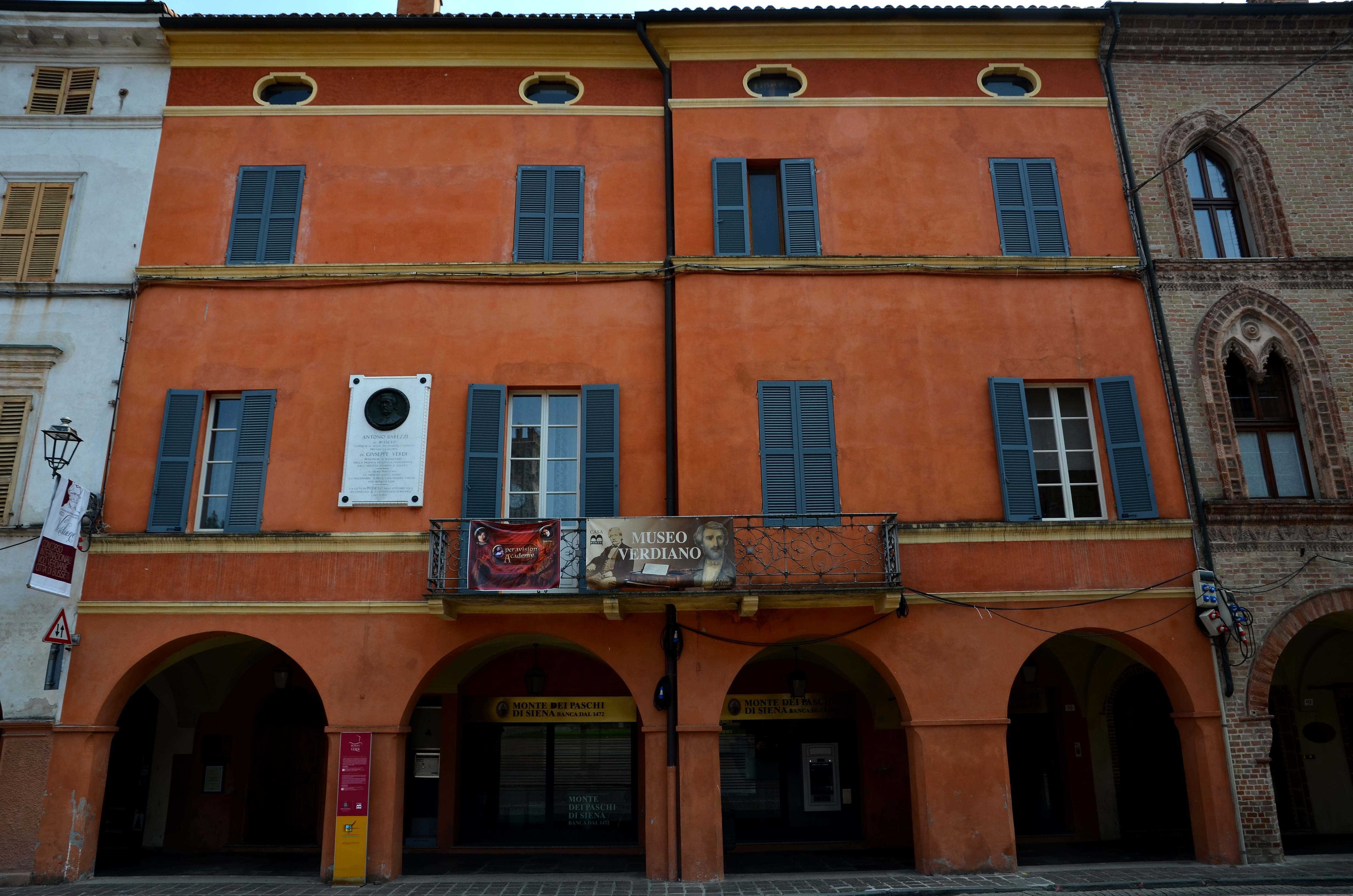
Дом Барецци в Буссето

В 1832 году Верди отправился в Милан, желая поступить в консерваторию (которая сегодня носит его имя), но провалил вступительные экзамены. Тогда он стал брать частные уроки у достаточно известного тогда композитора Винченцо Лавиньи, эти занятия продлились до 1835 года. И несмотря на то, что Верди договорился с монте ди пьета Барецци о предоставления ему займа на учёбу, выплаты постоянно запаздывали из-за всевозможных проволочек, так что почти три четверти расходов на учёбу оплатил Барецци. В июле 1835 года, окончив обучение, Верди вернулся в родной Буссето. 5 марта 1836 года благодаря связям Барецци ему было предоставлено место учителя музыки и органиста в местной церкви. 16 апреля того же года Верди и Маргерита Барецци обручились, а 4 мая поженились.
В 1836 году Барецци обратил внимание на ещё одного талантливого юношу из Буссето — Эмануэле Муцио, которому также начал оказывать финансовую поддержку. Муцио стал единственным учеником Верди, а со временем — его другом, известным дирижёром и руководителем оркестра при постановках многих опер Верди. 
В течение трёх лет Верди и Маргерита оставались в Буссето, и в течение всего этого времени Барецци продолжал финансово поддерживать семью своего протеже и зятя. 6 февраля 1839 года Верди предпринял попытку покорить Милан, отправившись туда с женой и маленьким сыном Ичилио. Однако, и в тогдашней оперной столице мира композитора далеко не сразу ждал успех, поэтому Барецци продолжал отправлять Верди деньги на проживание в городе. 18 июня 1842 года умерла от энцефалита Маргерита, но и после этого Барецци не оставил своего протеже. Первая постановка оперы Верди «Набукко», состоявшаяся 9 марта 1842 года, также была частично оплачена Барецци.
После успеха «Набукко» Верди наконец вырвался из нищеты и не нуждался более в финансовой поддержке Антонио Барецци. Однако несмотря на это, испытывая чувство благодарности, он пригласил своего «второго отца» (по собственному выражению Верди) на премьеры «Макбета» (Флоренция, 12 марта 1847 года) и «Луизы Миллер» (Неаполь, 8 декабря 1849 года). 

Когда в 1859 году у Антонио Барецци случилось кровоизлияние в мозг, Верди и его вторая жена Джузеппина Стреппони, бросив все дела, ежедневно навещали его и всячески заботились. Тогда Верди записал в своём дневнике: 
Мой бедный тесть сражён тяжелой болезнью. Какое несчастье!! Какие ужасные дни! А я совсем ничего не могу делать. Старею.
 Постепенно Барецци оправился. Однако, через 8 лет, в 1867 году, он снова тяжело заболел. 24 июня Верди писал в письме Джованни Арривабене: 
«Синьор Антонио уже давно болен, а сейчас ему стало совсем плохо. Бедный мой синьор Антонио, он так любил меня.
 21 июля 1867 года Антонио Барецци скончался. По словам присутствовавших при его кончине родственников, его последними словами перед смертью была дважды повторённая фраза: 
О мой Верди! О мой Верди!

## Память
26 мая 1979 года в бывшем доме Антонио Барецци в Буссето открылась мемориальная комната в память о проживавшем здесь когда-то Джузеппе Верди, а 10 апреля 2001 года весь дом был превращён в «Музей Барецци».